# Erica filialis
Erica filialis är en ljungväxtart som beskrevs av Edward George Hudson Oliver. Erica filialis ingår i släktet klockljungssläktet, och familjen ljungväxter. Inga underarter finns listade i Catalogue of Life.